# Jung Suk-won
Đây là một tên người Triều Tiên, họ là Jung.
Jung Suk-won (tiếng Hàn: 정석원; sinh ngày 16 tháng 5 năm 1985) là một nam diễn viên Hàn Quốc. Anh được biết đến qua vai diễn trong bộ phim truyền hình Rooftop Prince, and Haeundae Lovers.
Jung Suk-won bắt đầu hẹn hò với Baek Ji-young vào năm 2011, và họ đã kết hôn vào 2 tháng 6 năm 2013 tại Sheraton Grande Walkerhill.

## Phim truyền hình
- Iris II: New Generation (KBS2 / 2013) - Baek San lúc nhỏ (khách mời)[18]
- Haeundae Lovers (KBS2 / 2012)  - Choi Joon-hyuk
- Rooftop Prince (SBS / 2012) - Woo Yong-sool
- Ojakgyo Brothers (KBS2 / 2011-2012) - Kim Je-ha
- Midas (SBS / 2011) - Jae-beom
- Drama Special "White Christmas" (KBS2 / 2011) - Yoon Jong-il
- Dr. Champ (SBS / 2010) - Yoo Sang-bong
- Creating Destiny (MBC / 2009) - Jung Gyu-hwan
- High Kick Through the Roof (MBC / 2009-2010) - thực tập sinh y tế (khách mới, tập 112)
- Brilliant Legacy (SBS / 2009) - Jin Young-seok
- Worlds Within (KBS2 / 2008) - diễn viên Yoo Chi-han
- Working Mom (SBS / 2008)
- Fight (tvN / 2008)
- Aquarius (SBS, 2008)
- Kokkiri (Elephant) (MBC, 2008)
- King Sejong the Great (KBS2, 2008)
- Belle (KBS1, 2007)

## Phim
- R2B: Return to Base (2012) - Choi Min-ho
- Secrets, Objects (2011) - Woo-sang[19]
- The Beast (2011) - Tae-hoon
- The Divine Weapon (2010)
- Public Enemy Returns (2008)
- Fate (2008)

## Chương trình thực tế
- Law of the Jungle in New Zealand (SBS / 2013)[20]
- Real Mate in Australia, Rooftop Prince Trio (QTV / 2012)[21]
- Let's Go Dream Team! Season 2 (KBS2 / 2009)

## Giải thưởng
- 2010 2nd Korea Jewelry Awards: Topaz Award